# LL Близнецов
LL Близнецов (лат. LL Geminorum) — одиночная переменная звезда в созвездии Близнецов на расстоянии (вычисленном из значения параллакса) приблизительно 8 200 световых лет (около 2 514 парсек) от Солнца. Видимая звёздная величина звезды — от менее +18m до +14,8m.
Открыта Куно Хофмейстером в 1966 году и Борисом Кукаркиным и др. в 1968 году.

## Характеристики
LL Близнецов — красная пульсирующая переменная звезда, мирида (M) спектрального класса M. Эффективная температура — около 3285 К.